# ایان اسمیت (بازیکن فوتبال)
ایان اسمیت (انگلیسی: Ian Smith؛ زادهٔ ۶ مارس ۱۹۹۸) بازیکن فوتبال اهل کاستاریکا است.
وی در تیم ملی فوتبال کاستاریکا عضویت دارد.